# Пситтакозавр

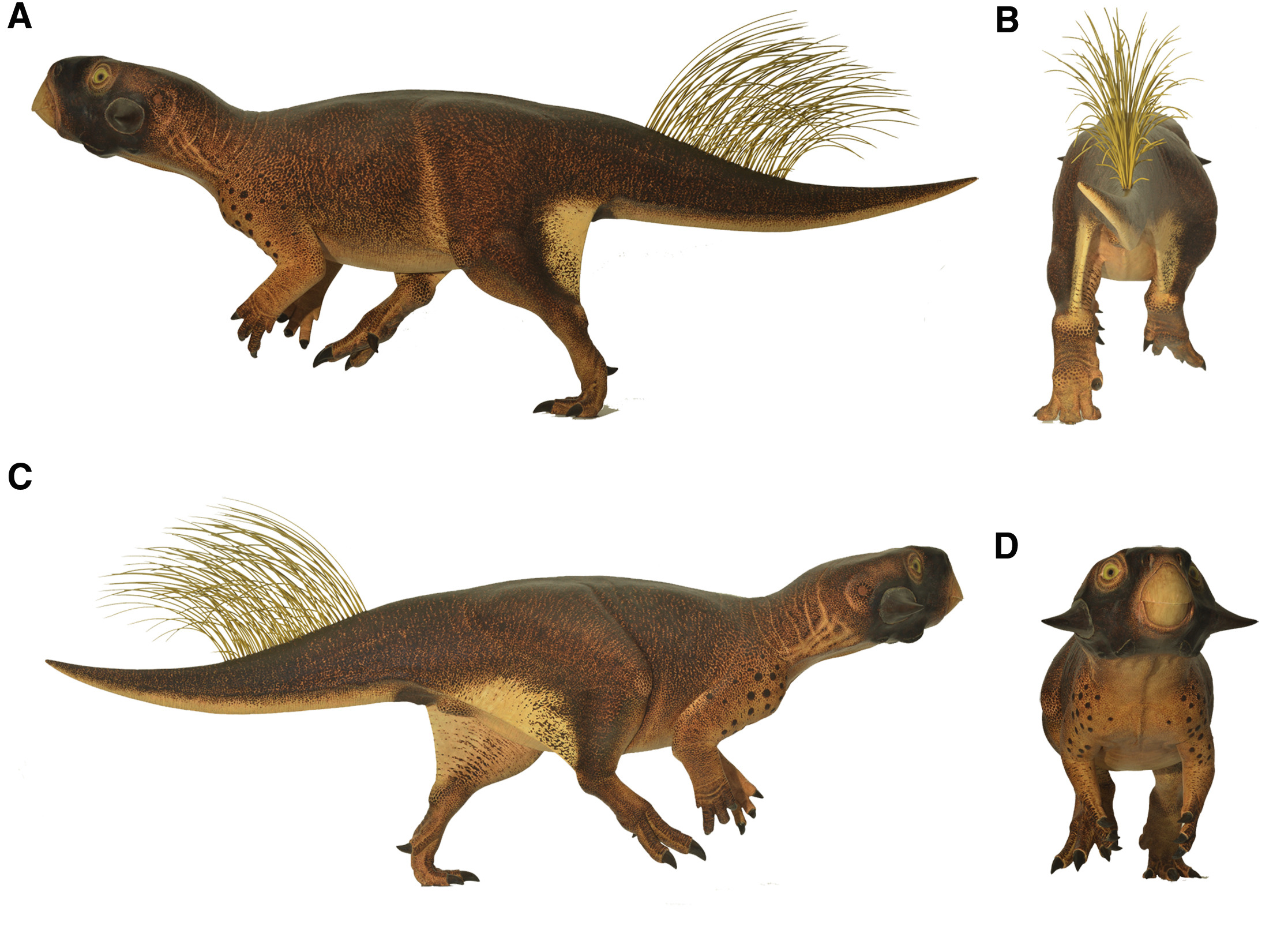
Реконструкция внешнего вида пситтакозавра.

Пситтакоза́вр (лат. Psittacosaurus, буквально: ящер-попугай) — род рогатых динозавров, живших в раннем меловом периоде (примерно 125—105 миллионов лет назад) на территории современной Азии. Типовой вид — Пситтакозавр монгольский (Psittacosaurus mongoliensis) — описанный Генри Осборном в 1923 году.
По ископаемым остаткам, включая многочисленные полные скелеты, найденным в разных районах современных Китая, Монголии и России определены не менее десяти видов пситтакозавров. Возможно существование остатков других видов этого рода в Таиланде. Все виды пситтакозавров были двуногими (по способу передвижения) растительноядными животными, относительно небольшие (до 2—2,5 метров в длину), с характерным высоким, мощным клювом на верхней челюсти. По крайней мере, у одного вида пситтакозавров на хвосте и задней части спины были длинные, похожие на птичьи перья образования, вероятно, выполнявшие демонстрационную функцию.
Пситтакозавры были самыми ранними представителями цератопсов и, наряду с развитием новых, свойственных только им адаптационных признаков, у них было много анатомических особенностей, свойственных поздним цератопсам, таким, как протоцератопсы и трицератопсы. Пситтакозавры — один из самых хорошо изученных родов динозавров. В настоящее время известны хорошо сохранившиеся остатки более чем 400 экземпляров, среди них есть остатки животных самых разных возрастов, от только что вылупившихся детёнышей, до взрослых особей. Это позволило детально исследовать темпы роста пситтакозавров, а также их репродуктивную биологию. Изобилие пситтакозавров в окаменелостях позволяет использовать их в качестве индикатора отложений раннего мелового периода в центральной Азии.

## Описание

Сравнительные размеры пситтакозавра и человека. Каждая клетка на схеме соответствует одному квадратному метру

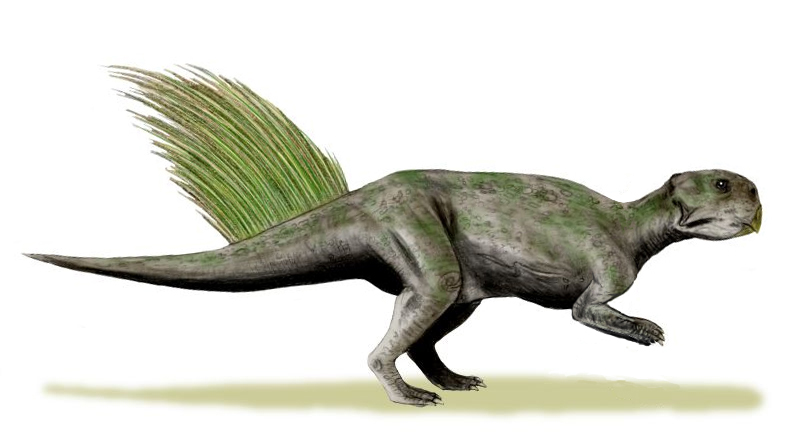
Пситтакозавр монгольский (Psittacosaurus mongoliensis)

Разные виды пситтакозавров отличались размерами и особенностями строения черепа и скелета, но форма тела у них была примерно одинаковой. Самый хорошо изученный вид — монгольский пситтакозавр (Psittacosaurus mongoliensis), достигал в длину 2 метров. Максимальная масса тела взрослого животного была, вероятно, более 20 килограммов. Некоторые виды пситтакозавров были близки по размерам монгольскому (Psittacosaurus lujiatunensis, Psittacosaurus neimongoliensis, Psittacosaurus xinjiangensis), другие были несколько меньше (Psittacosaurus sinensis, Psittacosaurus meileyingensis).
Самым маленьким из известных пситтакозавров был Psittacosaurus ordosensis. Он был на 30 % меньше, чем Psittacosaurus mongoliensis. Самыми большими были Psittacosaurus lujiatunensis и Psittacosaurus sibiricus, но они мало отличались размерами от монгольского пситтакозавра.
Череп пситтакозавров значительно отличался от черепов других современных им птицетазовых динозавров. Череп пситтакозавров был очень высоким и коротким, у некоторых видов почти круглым в профиль. На часть перед орбитами — глазными впадинами — приходилось лишь 40 % длины черепа, намного меньше, чем у других известных птицетазовых ящеров. Для нижней челюсти пситтакозавров характерен ряд вертикальных выпуклостей, приходящихся на центр каждого зуба. И верхнюю и нижнюю челюсти украшали выраженные клювовидные отростки, развившиеся из клювной и предзубной костей соответственно. Костистое основание клюва, вероятно, было покрыто роговой оболочкой для того, чтобы придать остроту режущим поверхностям клюва для эффективного срезания растений. Как это отражено в родовом названии животных, короткий череп и клюв внешне напоминают таковые современных попугаев. В строении черепа пситтакозавров присутствуют некоторые черты, характерные для поздних рогатых динозавров, например, уникальная клювовая кость на конце верхней челюсти, широкие скуловые кости. Однако у пситтакозавров не было костных образований на шее или рогов на морде, характерных для поздних рогатых динозавров. На черепе сибирского пситтакозавра есть роговидные костные выросты, но их считают результатом конвергентного развития.
Остальная часть скелета пситтакозавров мало отличается от типичных скелетов двуногих птицетазовых динозавров. У монгольского пситтакозавра, как и у других видов, длина передних конечностей составляет лишь 58 % от длины ног, это указывает на то, что пситтакозавры почти всю жизнь проводили на двух ногах. На передних лапах («руках») пситтакозавров было только четыре пальца, а не пять, как у большинства других птицетазовых динозавров (включая всех рогатых динозавров). В общем, четырёхпалая задняя лапа была очень характерна для мелких птицетазовых динозавров.

## Название
Название пситтакозавр было введено в 1923 году Генри Фэрфилдом Осборном (англ. Henry Fairfield Osborn), палеонтологом, президентом Американского музея естественной истории (англ. American Museum of Natural History) в статье, опубликованной 19 октября. Родовое имя составлено из Греческих слов греч. ψιττακος/psittakos (попугай) и греч. σαυρος/sauros (ящер), и отражает внешнее сходство передней части головы животного с клювом попугая и их природу пресмыкающихся.

## Виды пситтакозавров

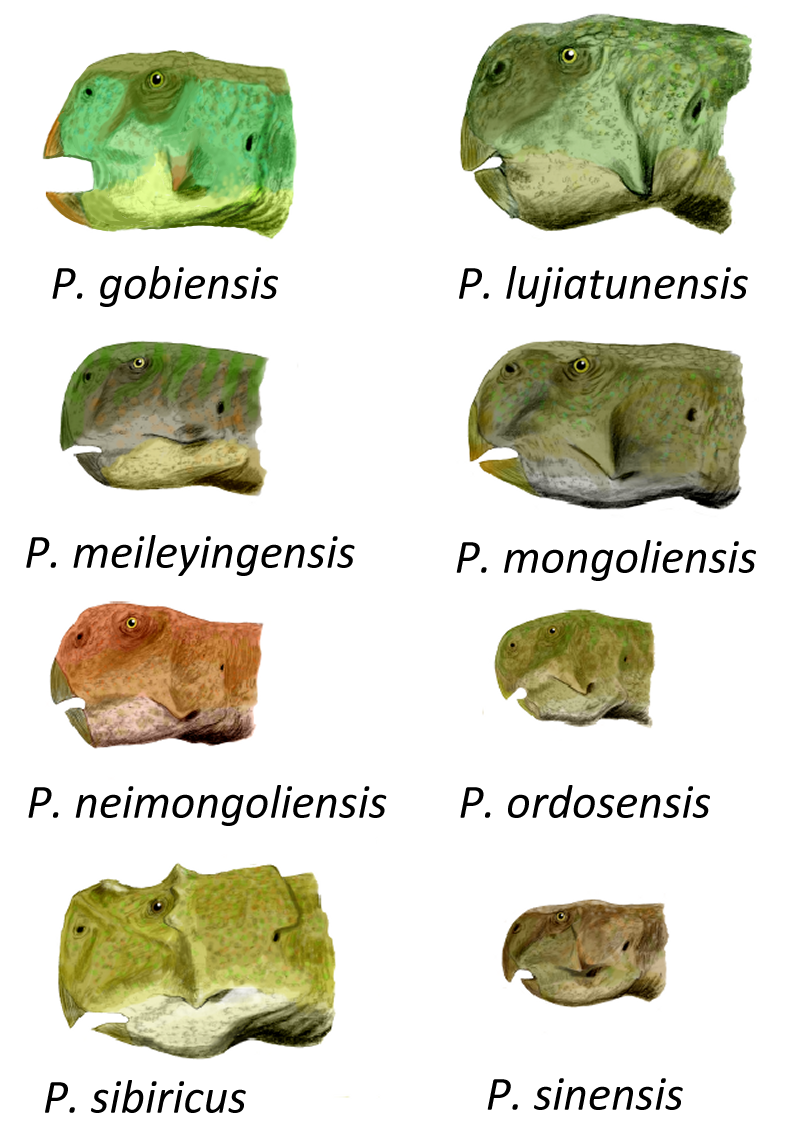
Реконструкция голов восьми видов пситтакозавров, нарисовано с соблюдением пропорций

К роду пситтакозавров отнесено больше десятка видов, но на сегодняшний день достоверно определёнными считаются от восьми до одиннадцати из них. В настоящее время это наибольшее количество достоверно выделенных видов в любом из родов динозавров (за исключением птиц). В отличие от пситтакозавров, большинство других родов динозавров моноспецифичны, то есть представлены единственным видом. Такая разница, скорее всего, определяется произвольностью палеонтологических находок. Пситтакозавры известны в виде сотен образцов, тогда как большинство других динозавров представлены редкими, часто единичными находками. Из-за большого количества образцов стало возможным относительно полное исследование пситтакозавров, это позволило выявить и определить большое количество их видов. Большинство родов ныне существующих животных представлены множеством видов, что заставляет предположить существование множества видов и среди динозавров, несмотря на то, что их остатки не сохранились. К тому же, большинство динозавров известны только по костным остаткам, что позволяет оценивать их лишь по морфологии костей, тогда как ныне существующие виды, имея очень скожие скелеты, значительно различаются по другим признакам, которые не сохраняются в ископаемой форме. Следовательно, действительное видовое разнообразие этого и других родов динозавров могло быть значительно больше, чем это признано в настоящее время.
- Достоверно установленные виды пситтакозавров[1]
  - Psittacosaurus mongoliensis Osborn, 1923 (Пситтакозавр монгольский) [syn. Protiguanodon mongoliense Osborn, 1923, Psittacosaurus guyangensis Cheng, 1982, Psittacosaurus osborni Young, 1932, Psittacosaurus protiguanodonensis Young, 1958, Psittacosaurus tingi Young, 1932] — Монголия, северный Китай[6][15];
  - Psittacosaurus sinensis Young, 1958 [syn. Psittacosaurus youngi Chao, 1962] — северо-восточный Китай[16];
  - Psittacosaurus meileyingensis Sereno et al., 1988 — северо-центральный Китай[17];
  - Psittacosaurus  xinjiangensis Sereno & Zhao, 1988 — северо-западный Китай[18];
  - Psittacosaurus neimongoliensis Russell & Zhao, 1996 — северо-центральный Китай[19];
  - Psittacosaurus sibiricus Voronkevich & Averianov in Leshchinskiy et al., 2000 (Пситтакозавр сибирский) — южная Сибирь (Россия)[20][21];
  - Psittacosaurus lujiatunensis Zhou et al., 2006 [syn. Psittacosaurus houi You et al., 2003, Psittacosaurus major Sereno et al., 2007] — северо-восточный Китай[22];
  - Psittacosaurus amitabha Napoli et al., 2019 — Монголия[14].

- Спорные виды пситтакозавров[1]
  -  ?Psittacosaurus sattayaraki Buffetaut & Suteethorn, 1992 (nomen dubium?) — Таиланд[23]; согласно Sereno (2000) и Sereno (2010), является цератопсом неясного систематического положения (Ceratopsia incertae sedis)[24][25], хотя Averianov et al. (2006) обосновывали его валидность в составе рода Psittacosaurus[21];
  - Psittacosaurus ordosensis Russell & Zhao, 1996 (nomen dubium[25]) — северо-центральный Китай[19];
  - Psittacosaurus mazongshanensis Xu, 1997 (nomen dubium[24][25])[26] — северо-центральный Китай; согласно Sereno (2000) и Sereno (2010), является nomen dubium[24][25], хотя Averianov et al. (2006) обосновывали его отличимость от других видов Psittacosaurus[21].

## Классификация

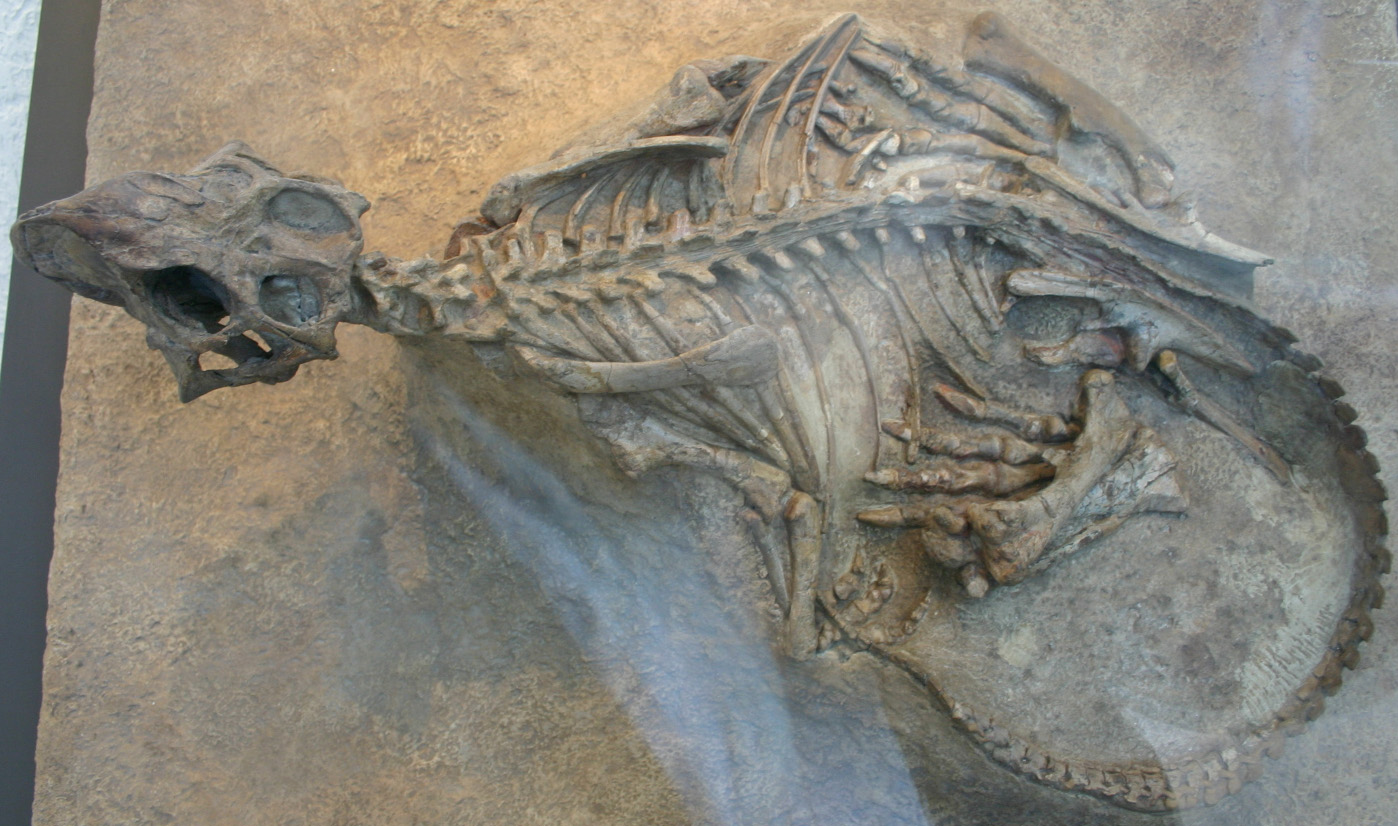
Голотип пситтакозавра монгольского, Американский музей естественной истории

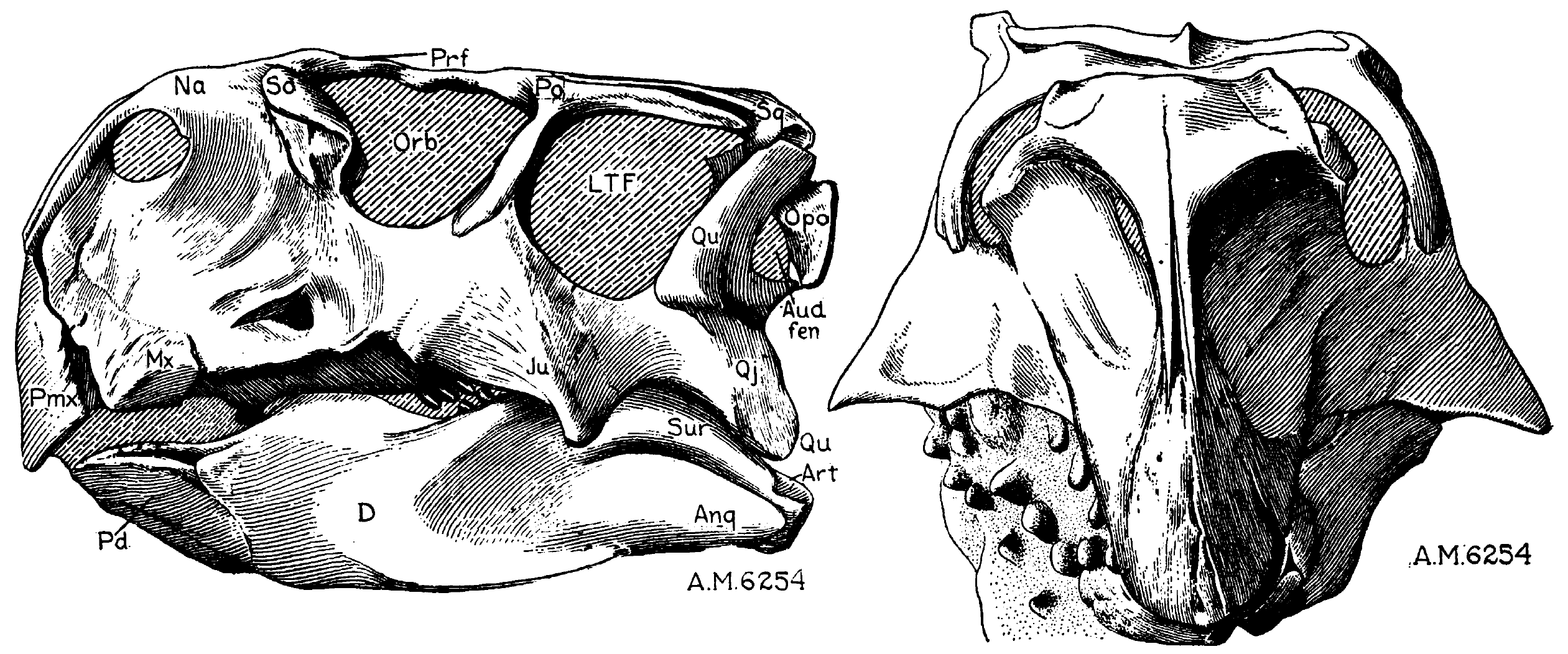
Череп, принадлежащий голотипу пситтакозавра монгольского по Осборну, 1923 г.

Пситтакозавр — типовой и единственный род семейства пситтакозаврид (Psittacosauridae), выделенного Осборном в 1923 году. Несмотря на то, что пситтакозавр относится к ранней ветви семейного дерева рогатых динозавров, собственно пситтакозавр, возможно, не был прямым предком каких-либо других групп рогатых динозавров. Все прочие рогатые динозавры сохранили пятый палец на передних лапах, тогда как пситтакозавры стали четырёхпалыми. К тому же, в процессе эволюции пситтакозавры утратили предглазничное отверстие сохранившееся у большинства рогатых динозавров и почти у всех других архозавров. Возможность повторного развития пятого пальца или предглазничного отверстия считается крайне маловероятной.
Несмотря на то, что были определены многие виды пситтакозавра, взаимоотношения видов до сих пор не исследованы полностью, и среди учёных нет полного взаимопонимания по этому поводу. Было опубликовано несколько филогенетических анализов, наиболее подробные из которых были проведены Александром Аверьяновым и соавторами в 2006 году, Хай-Лу Ю и соавторами в 2008 году и Полом Серено в 2010 году. Результаты анализа Ю и соавторов показаны на кладограмме ниже (включая спорные виды).
|  | P. sinensis  |
|  |              |
|  | P. sibiricus |
|  |              |

|  | P. lujiatunensis   |
|  |                    |
|  | P. mazongshanensis |
|  |                    |

|  | P. ordosensis                                                         |
|  |                                                                       |
|  | \| \| P. meileyingensis \| \| \| \| \| \| P. mongoliensis \| \| \| \| |
|  |                                                                       |
|  | P. meileyingensis                                                     |
|  |                                                                       |
|  | P. mongoliensis                                                       |
|  |                                                                       |

|  | P. meileyingensis |
|  |                   |
|  | P. mongoliensis   |
|  |                   |

|  | P. ordosensis                                                         |
|  |                                                                       |
|  | \| \| P. meileyingensis \| \| \| \| \| \| P. mongoliensis \| \| \| \| |
|  |                                                                       |
|  | P. meileyingensis                                                     |
|  |                                                                       |
|  | P. mongoliensis                                                       |
|  |                                                                       |

|  | P. meileyingensis |
|  |                   |
|  | P. mongoliensis   |
|  |                   |

|  | P. ordosensis                                                         |
|  |                                                                       |
|  | \| \| P. meileyingensis \| \| \| \| \| \| P. mongoliensis \| \| \| \| |
|  |                                                                       |
|  | P. meileyingensis                                                     |
|  |                                                                       |
|  | P. mongoliensis                                                       |
|  |                                                                       |

|  | P. meileyingensis |
|  |                   |
|  | P. mongoliensis   |
|  |                   |

|  | P. ordosensis                                                         |
|  |                                                                       |
|  | \| \| P. meileyingensis \| \| \| \| \| \| P. mongoliensis \| \| \| \| |
|  |                                                                       |
|  | P. meileyingensis                                                     |
|  |                                                                       |
|  | P. mongoliensis                                                       |
|  |                                                                       |

|  | P. meileyingensis |
|  |                   |
|  | P. mongoliensis   |
|  |                   |

|  | P. lujiatunensis   |
|  |                    |
|  | P. mazongshanensis |
|  |                    |

|  | P. ordosensis                                                         |
|  |                                                                       |
|  | \| \| P. meileyingensis \| \| \| \| \| \| P. mongoliensis \| \| \| \| |
|  |                                                                       |
|  | P. meileyingensis                                                     |
|  |                                                                       |
|  | P. mongoliensis                                                       |
|  |                                                                       |

|  | P. meileyingensis |
|  |                   |
|  | P. mongoliensis   |
|  |                   |

|  | P. ordosensis                                                         |
|  |                                                                       |
|  | \| \| P. meileyingensis \| \| \| \| \| \| P. mongoliensis \| \| \| \| |
|  |                                                                       |
|  | P. meileyingensis                                                     |
|  |                                                                       |
|  | P. mongoliensis                                                       |
|  |                                                                       |

|  | P. meileyingensis |
|  |                   |
|  | P. mongoliensis   |
|  |                   |

|  | P. ordosensis                                                         |
|  |                                                                       |
|  | \| \| P. meileyingensis \| \| \| \| \| \| P. mongoliensis \| \| \| \| |
|  |                                                                       |
|  | P. meileyingensis                                                     |
|  |                                                                       |
|  | P. mongoliensis                                                       |
|  |                                                                       |

|  | P. meileyingensis |
|  |                   |
|  | P. mongoliensis   |
|  |                   |

|  | P. ordosensis                                                         |
|  |                                                                       |
|  | \| \| P. meileyingensis \| \| \| \| \| \| P. mongoliensis \| \| \| \| |
|  |                                                                       |
|  | P. meileyingensis                                                     |
|  |                                                                       |
|  | P. mongoliensis                                                       |
|  |                                                                       |

|  | P. meileyingensis |
|  |                   |
|  | P. mongoliensis   |
|  |                   |

|  | P. sinensis  |
|  |              |
|  | P. sibiricus |
|  |              |

|  | P. lujiatunensis   |
|  |                    |
|  | P. mazongshanensis |
|  |                    |

|  | P. ordosensis                                                         |
|  |                                                                       |
|  | \| \| P. meileyingensis \| \| \| \| \| \| P. mongoliensis \| \| \| \| |
|  |                                                                       |
|  | P. meileyingensis                                                     |
|  |                                                                       |
|  | P. mongoliensis                                                       |
|  |                                                                       |

|  | P. meileyingensis |
|  |                   |
|  | P. mongoliensis   |
|  |                   |

|  | P. ordosensis                                                         |
|  |                                                                       |
|  | \| \| P. meileyingensis \| \| \| \| \| \| P. mongoliensis \| \| \| \| |
|  |                                                                       |
|  | P. meileyingensis                                                     |
|  |                                                                       |
|  | P. mongoliensis                                                       |
|  |                                                                       |

|  | P. meileyingensis |
|  |                   |
|  | P. mongoliensis   |
|  |                   |

|  | P. ordosensis                                                         |
|  |                                                                       |
|  | \| \| P. meileyingensis \| \| \| \| \| \| P. mongoliensis \| \| \| \| |
|  |                                                                       |
|  | P. meileyingensis                                                     |
|  |                                                                       |
|  | P. mongoliensis                                                       |
|  |                                                                       |

|  | P. meileyingensis |
|  |                   |
|  | P. mongoliensis   |
|  |                   |

|  | P. ordosensis                                                         |
|  |                                                                       |
|  | \| \| P. meileyingensis \| \| \| \| \| \| P. mongoliensis \| \| \| \| |
|  |                                                                       |
|  | P. meileyingensis                                                     |
|  |                                                                       |
|  | P. mongoliensis                                                       |
|  |                                                                       |

|  | P. meileyingensis |
|  |                   |
|  | P. mongoliensis   |
|  |                   |

|  | P. lujiatunensis   |
|  |                    |
|  | P. mazongshanensis |
|  |                    |

|  | P. ordosensis                                                         |
|  |                                                                       |
|  | \| \| P. meileyingensis \| \| \| \| \| \| P. mongoliensis \| \| \| \| |
|  |                                                                       |
|  | P. meileyingensis                                                     |
|  |                                                                       |
|  | P. mongoliensis                                                       |
|  |                                                                       |

|  | P. meileyingensis |
|  |                   |
|  | P. mongoliensis   |
|  |                   |

|  | P. ordosensis                                                         |
|  |                                                                       |
|  | \| \| P. meileyingensis \| \| \| \| \| \| P. mongoliensis \| \| \| \| |
|  |                                                                       |
|  | P. meileyingensis                                                     |
|  |                                                                       |
|  | P. mongoliensis                                                       |
|  |                                                                       |

|  | P. meileyingensis |
|  |                   |
|  | P. mongoliensis   |
|  |                   |

|  | P. ordosensis                                                         |
|  |                                                                       |
|  | \| \| P. meileyingensis \| \| \| \| \| \| P. mongoliensis \| \| \| \| |
|  |                                                                       |
|  | P. meileyingensis                                                     |
|  |                                                                       |
|  | P. mongoliensis                                                       |
|  |                                                                       |

|  | P. meileyingensis |
|  |                   |
|  | P. mongoliensis   |
|  |                   |

|  | P. ordosensis                                                         |
|  |                                                                       |
|  | \| \| P. meileyingensis \| \| \| \| \| \| P. mongoliensis \| \| \| \| |
|  |                                                                       |
|  | P. meileyingensis                                                     |
|  |                                                                       |
|  | P. mongoliensis                                                       |
|  |                                                                       |

|  | P. meileyingensis |
|  |                   |
|  | P. mongoliensis   |
|  |                   |

Чжоу и соавторы (2005) предположили, что P. lujiatunensis является базальным по отношению ко всем остальным видам пситтакозавра. Это согласуется с тем, что он первым появляется в палеонтологической летописи.

## Происхождение

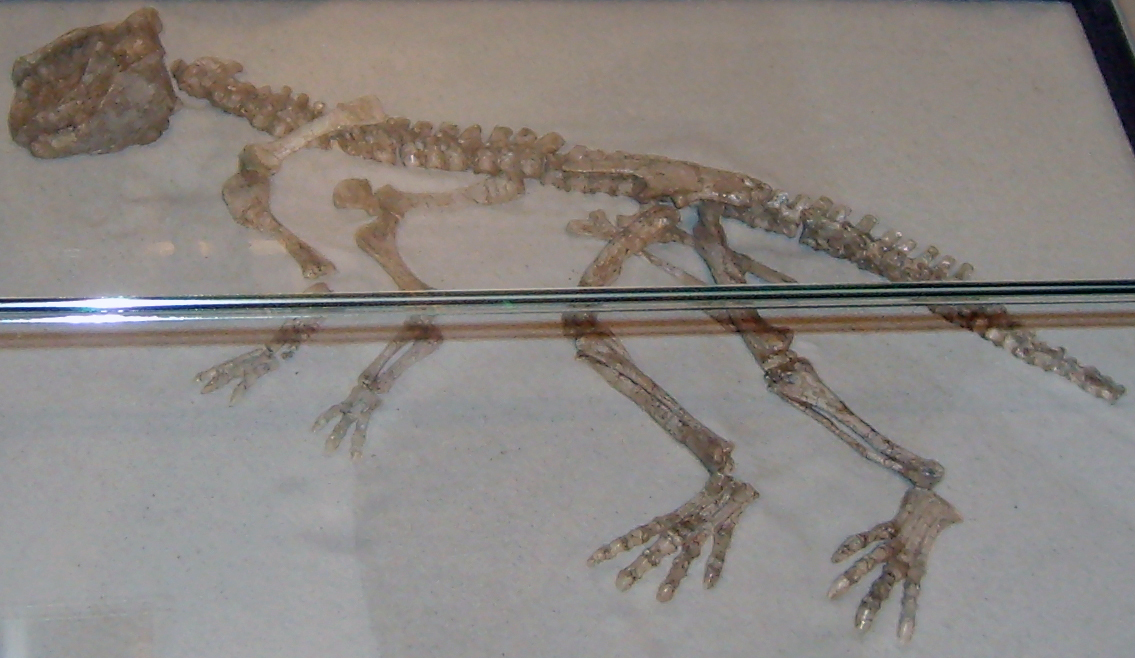
Остатки P. meileyingensis, найденные в Монголии. Зоологический музей, Копенгаген

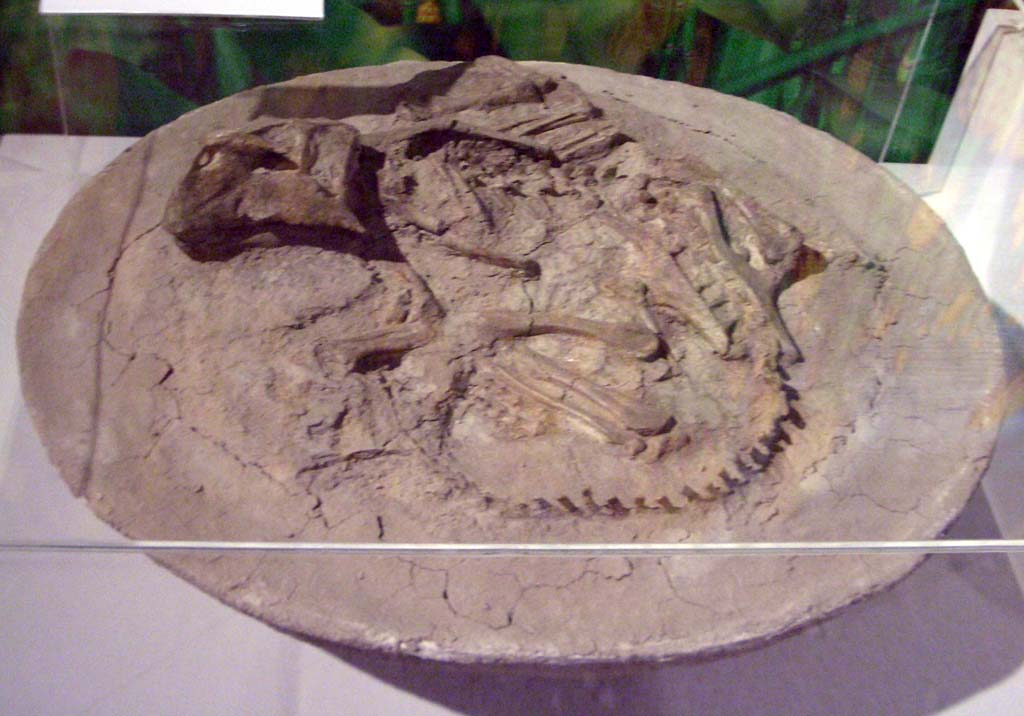
Остатки пситтакозавра монгольского, Гонконгский музей науки

Пситтакозавры известны по остаткам более чем 400 экземпляров, из которых 75 были отнесены к типовому виду монгольский пситтакозавр (Psittacosaurus mongoliensis). Все найденные до настоящего времени остатки пситтакозавров обнаружены в отложениях раннего мелового периода на территории Азии, от южной Сибири до северного Китая, и даже в Таиланде. Остатки пситтакозавров наиболее распространены в геологических формациях от позднего барремского через альбский ярусы раннего мелового периода, то есть в отложениях с примерным возрастом от 125 до 100 миллионов лет. Почти все расположенные на суше осадочные образования этого возраста в Монголии и северном Китае содержат так много остатков пситтакозавров, что их в этих районах используют в качестве указателя возраста формации, наряду с остатками очень распространённого птерозавра джунгариптера.
Самый ранний из известных пситтакозавров — это пситтакозавр луцзятуньский, обнаруженный в самых ранних пластах Исяньской формации. Из этого и других пластов Исяньской формации, возраст которых остаётся спорным, были извлечены остатки более 200 экземпляров луйатуньского пситтакозавра. Хотя многие ранние исследования осадочных пород радиологическим способом относят Исяньскую формацию к юрскому периоду, что на десятки миллионов лет больше предполагаемого возраста пситтакозавров, более поздние исследования датируют её ранним меловым периодом. Использовав аргон-аргоновый метод определения возраста геологических образований, китайские учёные оценили возраст нижних слоёв Исяньской формации примерно в 128 млн лет, а возраст самого верхнего слоя — в 122 млн лет, а самое последнее китайское определение возраста формации уран-свинцовым методом предполагает, что нижние слои ещё моложе — 125 млн лет, и подтверждает возраст верхних — 122 млн лет. Таким образом, эта работа определяет принадлежность Исяньской формации к раннему меловому периоду, или, возможно к промежутку от позднего барремского до раннего мелового.

## Биология

### Характер питания

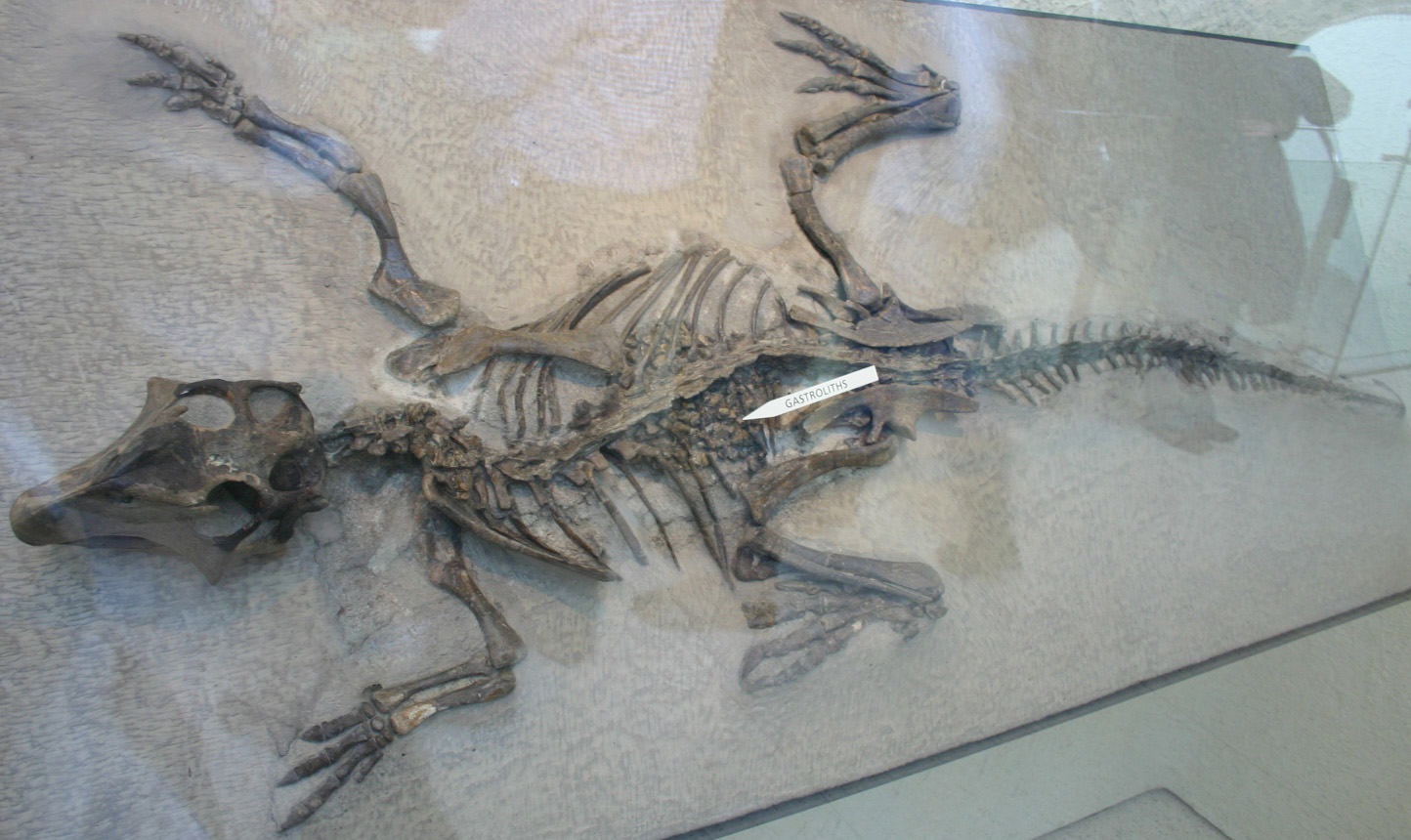
Остатки пситтакозавра с гастролитами в месте расположения желудка, Американский музей естественной истории

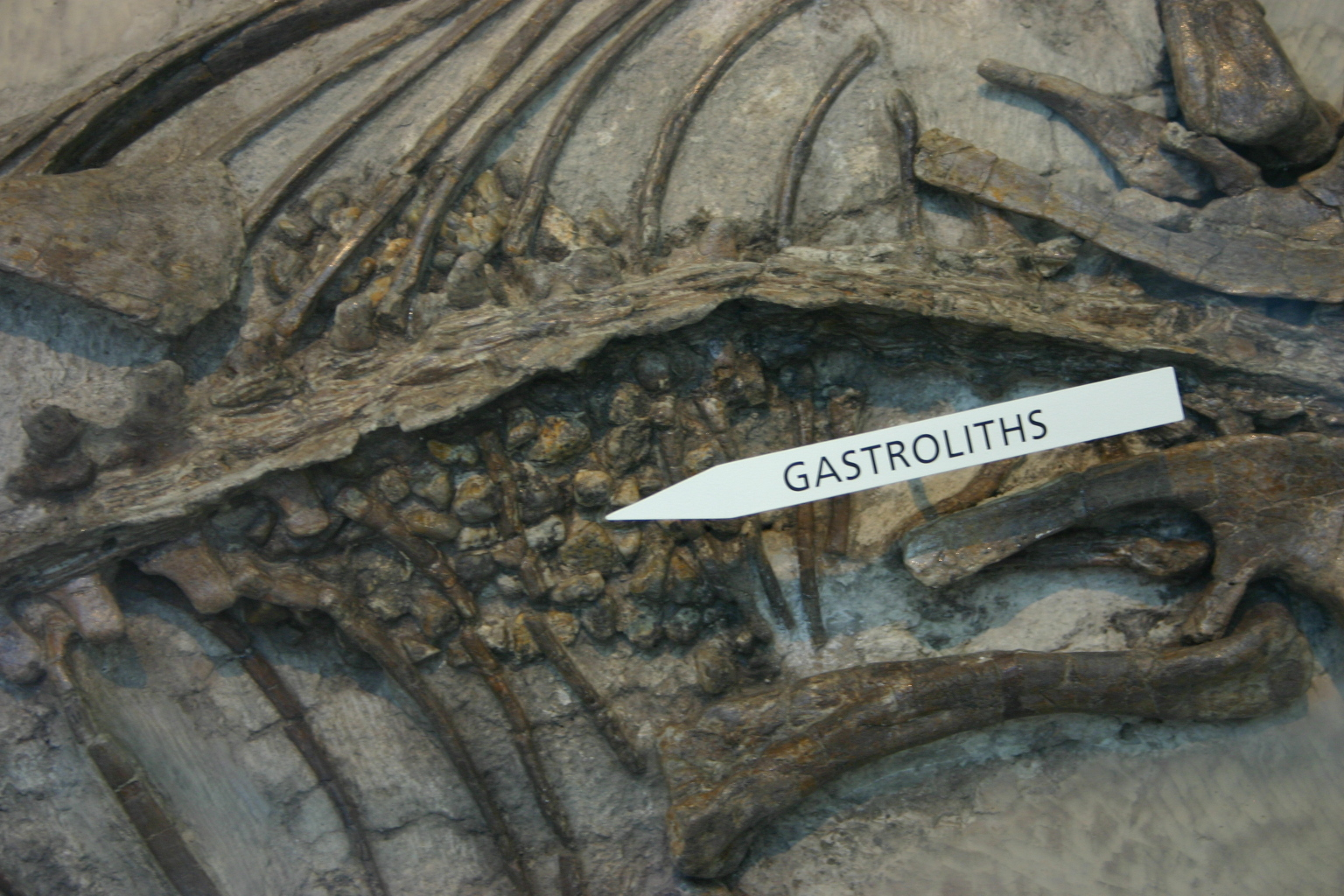
То же, крупный план

У пситтакозавров были самозатачивающиеся зубы, хорошо приспособленные для того, чтобы щипать грубые растения и грубо измельчать их. Однако, в отличие от поздних рогатых динозавров, у них не было зубов, подходящих для пережёвывания пищи, поэтому вместо моляров им служили гастролиты — камни, проглоченные для перетирания пищи по мере её прохождения через пищеварительный тракт. Гастролиты, количество которых могло превышать полсотни, время от времени обнаруживаются в брюшной полости пситтакозавров. Вероятно, они располагались в их мышечных желудках, подобно тому, как они расположены у современных птиц.

### Темп роста

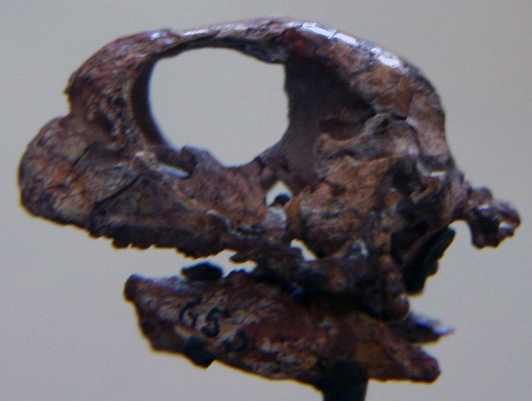
Череп молодого пситтакозавра монгольского, АМЕИ

Среди обнаруженного ископаемого материала пситтакозавров есть остатки нескольких молодых особей. Остатки самого маленького из детёнышей монгольского пситтакозавра, рост которого был всего лишь 11—13 сантиметров, а длина черепа — 2,8 сантиметра, находится в Американском музее естественной истории. Там же есть 4,6-сантиметровый череп другого детёныша. Оба экземпляра были найдены на территории Монголии. Молодые особи, найденные в Исяньской формации, примерно того же возраста, что и самый большой из детёнышей, остатки которых хранятся в Американском музее. Взрослые монгольские пситтакозавры достигали двухметровой длины.
Большое количество ископаемых остатков пситтакозавра, принадлежащих разным возрастным особям, позволяет установить историю жизни и закономерности роста. С помощью гистологического исследования остатков монгольскоих пситтакозавров была определена скорость роста этих животных. Остатки самого мелкого из пситтакозавров принадлежали трёхлетнему детёнышу весом менее одного килограмма, а самому крупному из них было девять лет, и весил он почти 20 килограммов. Это говорит об относительно быстром росте пситтакозавров сравнительно с большинством пресмыкающихся и сумчатых млекопитающих, но медленным по отношению к современным птицам и плацентарным млекопитающим.

### Наружный покров

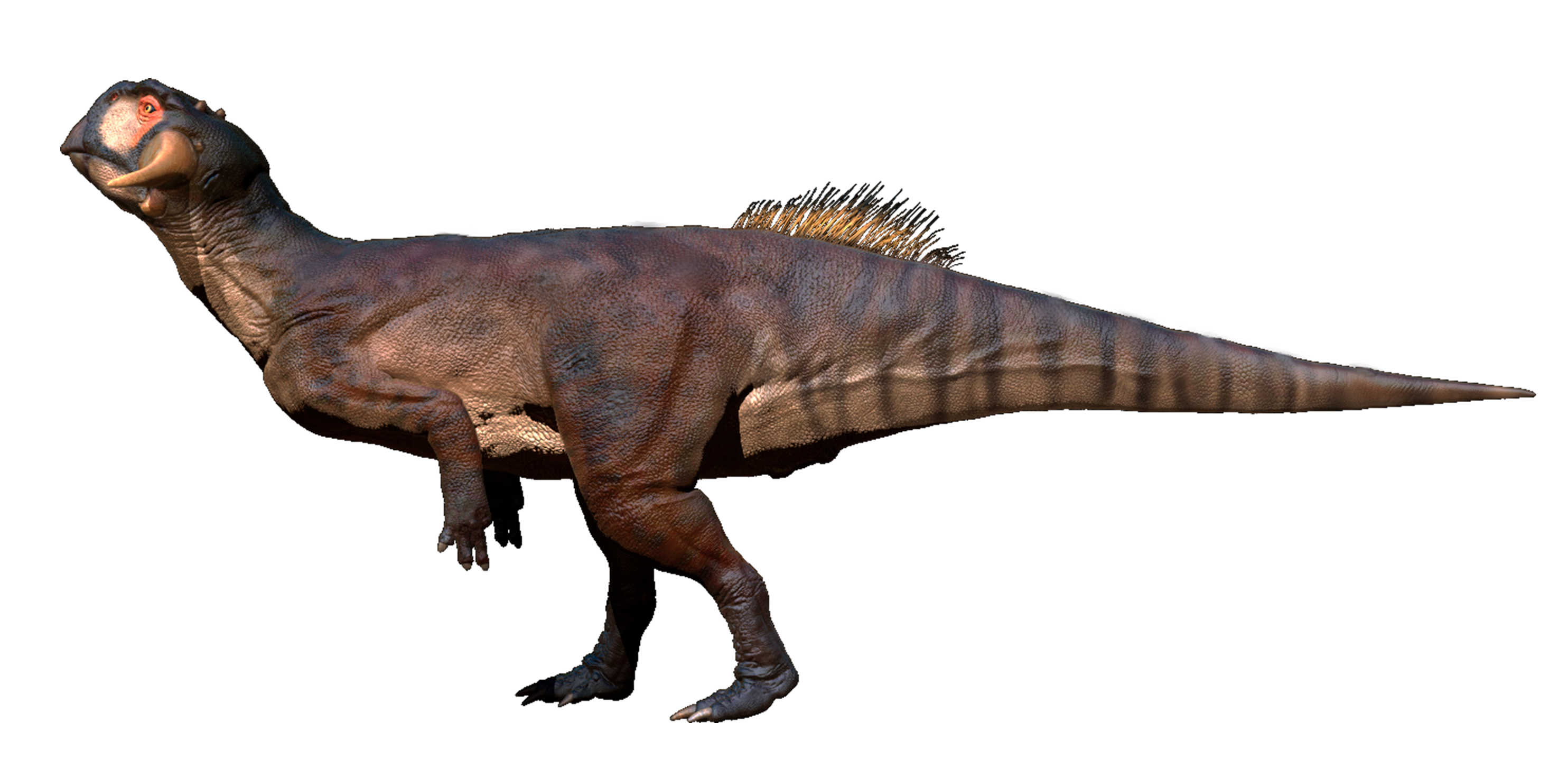
Пситтакозавр сибирский, демонстрирующий хвостовые щетины

Наружные покровы пситтакозавров известны на примере найденного в Китае экземпляра пситтакозавра, который, скорее всего, происходит из Исяньской формации в провинции Ляонин. Этот экземпляр, до сих пор не отнесённый ни к одному из видов, был незаконно вывезен из Китая, затем его купил Немецкий музей, и в настоящее время подготавливается возвращение остатков пситтакозавра в Китай.
Большая часть тела пситтакозавров была покрыта чешуями. Скопления крупных чешуй были неравномерно распределены по телу пситтакозавра, а промежутки между ними были покрыты мелкими чешуями, подобно тому, как был устроен чешуйчатый покров других рогатых динозавров, например, у хасмозавров. Исключительная сохранность также позволила предварительно идентифицировать его клоаку — первое обнаружение у нептичьего динозавра — а также образцы пигментации кожи и свидетельства контрастного затенения всего тела. 
Кроме этого, на остатках пситтакозавров сохранились образования, похожие на полые трубкообразные щетины около 16 см длиной. Они располагались в ряд на спинной поверхности хвоста животного. В настоящее время нет убедительных доказательств того, что эти образования гомологичны отличающимся от них строением перьям и протоперьям тероподовых динозавров. Поскольку эти образования были обнаружены только на хвосте животного в виде единственного ряда, вряд ли они служили для терморегуляции, но они могли быть полезны при общении, в качестве средства демонстрации.
Также известно о сохранившемся пупке (первый зарегистрированный у нептичьих динозавров), который выявляется как удлиненная структура, ограниченная рядом парных чешуек на брюшке. Относительно поздняя стадия онтогенеза (близкая к половой зрелости), указывает на то, что пупок, вероятно, сохранялся на протяжении всей жизни.

### Забота о потомстве

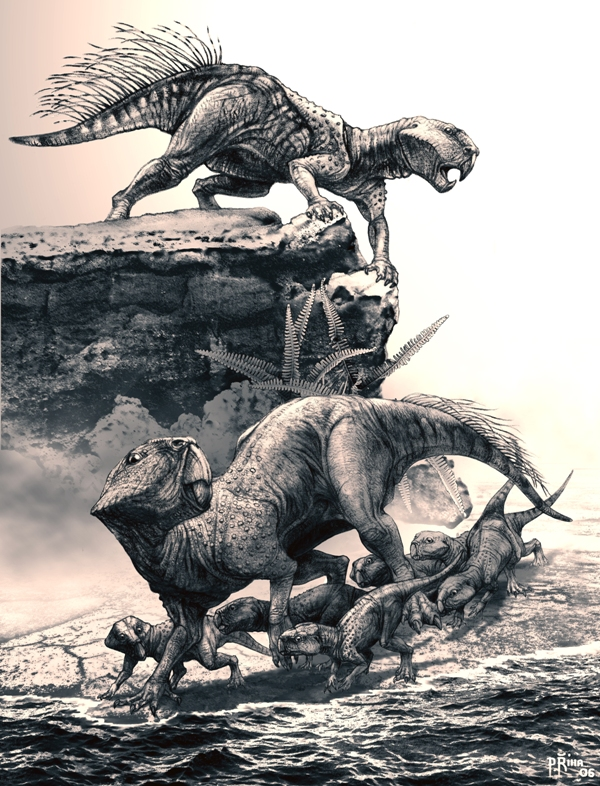
Пситтакозавры с детёнышами

Исключительно хорошо сохранившийся экземпляр пситтакозавра из Исяньской формации в китайской провинции Ляонин лучше всего свидетельствует о том, что динозавры заботились о своём потомстве. Эта находка состоит из пситтакозавра-родителя с 34 скелетами маленьких детёнышей. Семья, видовая принадлежность которой пока не определена, сохранилась в отложениях в трёх измерениях. Молодые пситтакозавры, все примерно одного возраста, были расположены тесной группой под взрослым животным, а их черепа возвышались над общей массой тел так, как это было при жизни. Это наводит на мысль о том, что в тот момент, когда группа животных была погребена — а это произошло очень быстро, вероятно, в результате обвала логовища — норы, они были живы. Скелеты молодых пситтакозавров, несмотря на малый размер, уже очень хорошо окостенели. Это было расценено как признак родительской заботы, потому что молодые пситтакозавры пребывали в гнезде так долго, что их кости успевали минерализоваться. Невероятно большое количество отпрысков в гнезде указывает на то, что они не были птенцами одной матери. Возможно, пситтакозавры организовывали общие гнездовья, подобно тому, как это делают современные страусы. Однако даже у очень маленьких пситтакозавров зубы были изношены, это значит, что они самостоятельно пережёвывали пищу и появлялись на свет вполне зрелыми, впрочем это не исключало длительную родительскую заботу.

### Пситтакозавры как объект охоты

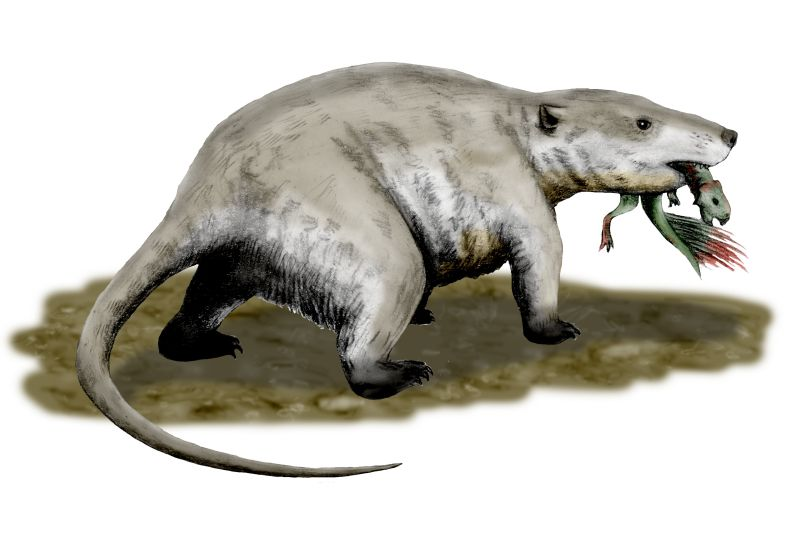
Гигантский репеномам добыл молодого пситтакозавра

Ещё одна находка в Исяньской формации служит прямым доказательством того, что пситтакозавры были объектом охоты для других животных. Один из скелетов репеномама массивного (Repenomamus robustus) — крупного млекопитающего из рода триконодонтов — сохранился вместе с остатками молодого пситтакозавра в брюшной полости. Некоторые кости птенца пситтакозавра оставались соединёнными между собой — указание на то, что плотоядное млекопитающее заглатывало добычу большими кусками. Обнаружение этого экземпляра репеномама замечательно тем, что он стал первым образцом млекопитающих мезозойской эры, которые добывали динозавров. Массовая охота на молодых пситтакозавров могла стать причиной усиленного размножения для компенсации потерь, причиняемых хищниками.

### Болезни
Из более чем четырёхсот известных образцов пситтакозавров только у одного были обнаружены признаки болезни. Скелет взрослого животного, о котором идёт речь, принадлежал, вероятно, монгольскому пситтакозавру. Он был найден в Китае, в нижних слоях Исяньской формации. В средней части правой малоберцовой кости видна полость, характерная для некроза из-за отсутствия кровоснабжения. Вокруг полости видны массивные разрастания костной ткани к нижней трети кости. Это говорит о том, что животное, несмотря на повреждение и присоединившуюся инфекцию, осталось живым. Поскольку пситтакозавры передвигались на задних конечностях, такое повреждение кости, несущей основную нагрузку, было бы фатальным. Однако, в отличие от бедренной и большеберцовой кости, малая берцовая кость не подвержена большим нагрузкам, поэтому пситтакозавр сохранил способность передвигаться. Причина повреждения неясна.

## В культуре
Под именем «Флагохвосты» пситтакозавры присутствуют в романе Владимира Серебрякова и Андрея Уланова «Найденный мир».
На гербе и флаге Чебулинского района Кемеровской области присутствует изображение пситтакозавра, символизирующее открытия Александра Моссаковского.